# Thasup
Thasup, precedentemente noto come Tha Supreme, alternativamente Yungest Moonstar, pseudonimo di Davide Mattei (Fiumicino, 17 marzo 2001), è un rapper e produttore discografico italiano.

## Biografia

### 2015-2017: primi anni
Thasup iniziò a produrre all'età di quattordici anni, cominciando a creare versioni strumentali di brani di artisti che ascoltava. Due anni dopo ha abbandonato la scuola per dedicarsi completamente alla musica.
Salì alla ribalta nel 2017, quando produsse il singolo Perdonami con Salmo, che debuttò in vetta alla Top Singoli. Comparve per la prima volta sulla piattaforma Spotify nel singolo Solo la sera di Nomercy Blake. In concomitanza con la sua attività da produttore, il 5 ottobre dello stesso anno pubblicò il suo singolo di debutto, intitolato 6itch. Altre produzioni avvenute in quell'anno sono i brani Gameboy Color e La la la la la per il rapper Dani Faiv, e l'EP Endless per il rapper Leon Faun, allora sotto lo pseudonimo di LYO.

### 2018-2020: successo conMachete Mixtape 4;23 6451,40ena RMXeBloody Vinyl 3
Il 9 febbraio 2018 rese disponibile il suo secondo singolo da solista 5olo e produsse sia il singolo Chairaggione di Nitro sia alcuni brani per l'album Fruit Joint di Dani Faiv. La svolta arrivò l'8 giugno seguente tramite l'uscita del terzo singolo Scuol4, certificato in seguito disco d'oro dalla Federazione Industria Musicale Italiana per le oltre 25.000 copie vendute. Successivamente, in collaborazione con il rapper Nayt, rese disponibile il singolo Oh 9od, certificato disco di platino; nello stesso anno collaborò con Dani Faiv al singolo Yung, da lui prodotto. Il 5 luglio 2019 fu tra i principali autori del mixtape Machete Mixtape 4, cantando e producendo diversi brani in esso contenuti, tra cui Yoshi con Dani Faiv e Fabri Fibra, Doppiogang e No Way con Tedua e Nitro. Partecipò poi, con la traccia Fuori e dentro, nell'album Scatola nera di Gemitaiz e MadMan. Successivamente collaborò con Marracash e Sfera Ebbasta al brano Supreme - L'ego, tratto da Persona: nonostante non sia uscito come singolo, esso raggiunse la vetta della Top Singoli. Il 7 novembre 2019 pubblicò Blun7 a Swishland, singolo che esordì al primo posto della Top Singoli, mantenendo tale posizione per cinque settimane consecutive. Il brano ha inoltre anticipato di una settimana l'uscita dell'album di debutto 23 6451. Distribuito dalla Sony Music, il disco si compone di venti brani, di cui alcuni realizzati con la partecipazione di Fabri Fibra, Salmo, Mahmood, Marracash, Lazza, Nitro, Dani Faiv, Gemitaiz e MadMan. Uscì, in seguito, sempre sotto Machete, il remix del brano Yoshi accompagnato sempre da Dani Faiv e Fabri Fibra con però la presenza di Capo Plaza e J Balvin.
Esce poi non ufficialmente 40ena RMX, un EP pubblicato a sorpresa il 17 marzo 2020 (giorno del suo 19º compleanno). È composto da quattro remix di altrettanti brani contenuti nel suo album 23 6451. Le tracce sono state caricate sul profilo YouTube sotto l'alias "Yungest Moonstar", già utilizzato da Tha Supreme in precedenza. Ha collaborato nel album Glitched Years di Young Miles uscito il 10 aprile 2020 col brano "con me". Collaborò poi al singolo Dilemme di Lous and the Yakuza insieme a Mara Sattei, e in seguito il 13 maggio 2020 pubblicò, in collaborazione con Carl Brave e la sorella Mara Sattei, il singolo Spigoli, che nella seconda settimana dalla sua uscita raggiunse la vetta della Top Singoli. Il 31 luglio fu la volta di 0ffline, brano realizzato in collaborazione con il rapper canadese Bbno$ e integrato nella lista tracce della riedizione digitale di 23 6451. Il 2 ottobre uscì il mixtape Bloody Vinyl 3, realizzato in collaborazione con i produttori Slait, Young Miles e Low Kidd. Composto da quindici tracce, il disco presenta svariati ospiti, tra cui Salmo, Nitro, Lazza, Fabri Fibra, Guè, Capo Plaza e Massimo Pericolo. Al termine del 2020 risulta essere l'artista più ascoltato in Italia su Spotify.

### 2021-2023: collaborazioni,Carattere speciale
Il 16 gennaio 2021 pubblicò il singolo Warzonata, realizzato insieme allo streamer Zano. Nello stesso anno la rivista Forbes Italia lo ha inserito tra gli under 30 italiani che avranno maggiore impatto nel futuro per la categoria musica. Il 30 luglio ha pubblicato Una direzione giusta, cover del brano Lontano dal tuo sole di Neffa, sotto lo pseudonimo di Yungest Moonstar e in collaborazione proprio con quest'ultimo. Il 15 settembre ha pubblicato  bLu, sempre sotto lo pseudonimo di Yungest Moonstar. Intorno allo stesso periodo ha curato l'intera produzione per l'album Universo di Mara Sattei, uscito il 14 gennaio 2022.
Il 22 ottobre esce il singolo Moon, il primo volto ad anticipare il secondo album di inediti dell'artista. Durante il 2022 ha partecipato alla stesura di vari brani estratti successivamente come singoli, tra cui Solite pare di Sick Luke insieme a Sfera Ebbasta e NLFP degli Psicologi. Dopo la pubblicazione di quest'ultimo singolo, l'artista cambia il proprio pseudonimo da Tha Supreme a Thasup. Il primo singolo a uscire sotto il nuovo nome è Bubble di Takagi & Ketra e Salmo, mentre il 15 luglio 2022 è stata la volta di Siri, realizzato con Lazza e Sfera Ebbasta e lanciato come secondo singolo ufficiale dal secondo disco del rapper.
Nell'agosto 2022 sono stati diffusi diversi cartelloni a Roma e Milano, che mostravano cinque collaborazioni dell'album, mentre tra la fine del mese e l'inizio di settembre sono apparsi ulteriori cartelloni con codici QR per pre-ordinare l'album. Il 12 dello stesso mese sono stati annunciati il titolo, Carattere speciale, la lista tracce con le varie collaborazioni e la data di uscita. Uscito il 30 settembre, il disco è stato promosso anche dai singoli Okkappa, Ily (con Coez) e Rotonda (con Tiziano Ferro). Nell'album oltre agli artisti elencati in precedenza si possono trovare Rondodasosa, Shiva, Tananai, Pinguini Tattici Nucleari, Salmo e Rkomi. A pochi mesi di distanza dall'uscita dell'album, nel giorno del suo 22º compleanno, l'artista pubblica il brano Dimmi che c'è, in collaborazione con il rapper Tedua. Verso la fine del 2022 è comparso nell'album Trenches Baby di Rondodasosa nella traccia Drillmoon. L'anno successivo ha partecipato a 10, album di Drillionaire, nella traccia Upper insieme al rapper Shiva. Prese poi parte al singolo del produttore Charlie Charles Obladi Oblada con Ghali e Fabri Fibra. Inoltre compare nell'album di Sfera Ebbasta X2VR nella traccia 3uphon con Tony Effe. Il 15 dicembre 2023 pubblica Uragano Damn.

### 2024-presente:Sfaciolate MixtapeeCasa Gospel
Il 5 gennaio 2024 partecipa al singolo di Sally Cruz e Mike Defunto La notte. L'8 marzo 2024 partecipa in collaborazione nel brano Brutti pensieri, traccia dell'album Radio Sakura di Rose Villain. Il 31 maggio collabora con il rapper MadMan al brano Bruce Wayne, contenuto nell'album Lonewolf. Il 28 giugno collabora con i rapper Anna e Tony Boy nel brano ABC, brano contenuto nell'album Vera Baddie. 
Il 26 luglio 2024 ha pubblicato Sfaciolate Mixtape, preannunciato dalla pubblicazione del videogioco UFO Jazz Boy dove al suo completamento è stata svelata la data di pubblicazione. Nel mixtape non sono presenti featuring, le produzioni sono affidate a lui e Miles, ed è stato pubblicato sotto il nome di Yungest Moonstar.
Il 13 dicembre ha pubblicato insieme alla sorella Mara Sattei il primo joint album, intitolato Casa Gospel. L'album è dedicato alla sua famiglia e a Dio: thasup si è dichiarato protestante evangelico, ringraziando più volte pubblicamente Dio come colui che lo ha salvato e gli ha dato la forza di andare avanti.

## Discografia
- 2019 – 23 6451
- 2022 – Carattere speciale
- 2024 – Casa Gospel (con Mara Sattei)

## Riconoscimenti
- Forbes Italia
  - 2021 – Inserimento tra gli under 30 italiani di maggiore impatto nel futuro nella categoria "Musica"[26]